# Värdshuset Sjätte Lyckan
Värdshuset Sjätte Lyckan (engelska: The Inn of the Sixth Happiness) är en amerikansk dramafilm från 1958 i regi av Mark Robson. Filmen är baserad på biografin The Small Woman om brittiskan Gladys Aylward, från 1957, av Alan Burgess. I huvudrollerna ses Ingrid Bergman, Curt Jürgens och Robert Donat. Robson nominerades till en Oscar för bästa regi och Bergman till en Golden Globe samt en BAFTA Award. 

## Rollista i urval
- Ingrid Bergman - Gladys Aylward
- Curt Jürgens - kapten Lin Nan
- Robert Donat - mandarinen
- Michael David - Hok-A
- Athene Seyler - Jeannie Lawson
- Ronald Squire - Sir Francis Jamison
- Moultrie Kelsall - doktor Robinson
- Richard Wattis - Mr. Murfin
- Peter Chong - Yang
- Tsai Chin - Sui-Lan
- Edith Sharpe - sekreteraren
- Joan Young - kocken
- Lian-Shin Yang - kvinna med baby
- Noel Hood - Miss Thompson
- Burt Kwouk - Li
- André Mikhelson - rysk kommissionär